# 성민 (1986년)
성민(본명: 이성민, 본명 한자: 李誠珉, 1986년 1월 1일~)은 대한민국의 가수이자 배우이며, 보이 그룹 《슈퍼주니어》의 구성원으로 활약했다.

## 학력
- 주엽초등학교 졸업(1998년 2월)
- 한수중학교 졸업(2001년 2월)
- 영등포고등학교 졸업(2004년 2월)
- 서울예술대학교 방송연예학과 중퇴
- 명지대학교 연극영화뮤지컬학과 학사
- 명지대학교 대학원 연극영화뮤지컬학과 예술학 석사

## 음반
- 2008년 유기견 돕기 프로젝트 《상근이의 소망》 - 지금 만나러 가요
- 2009년 The Royal Musical Akilla OST

## 음반 외 활동

### 텔레비전
- 2002년 SBS 《토요일이 온다 - 세기의 대결》[1]
- 2005년 MBC 《자매바다》 - 어린 강동신 역
- 2005년 KBS 《드라마시티 - 납골당 소년》 - 야구부 소년 역
- 2005년 KMTV 《슈퍼주니어쇼 시즌1》
- 2006년 KMTV 《쇼 뮤직탱크》 공동MC
- 2006년 SBS 《일요일이 좋다 - 동방신기의 반전극장》 "잃어버린 시간을 찾아서"편 - 성민 역
- 2006년 SBS 《실제상황 토요일 - 슈퍼주니어의 풀하우스》
- 2006년 Mnet 《미스터리 추적6》
- 2006년 KMTV 《슈퍼주니어쇼 시즌2 미소년 합숙 대소동》
- 2006년 Mnet 《생방송 HELLO 쳇》 공동 MC
- 2006년 Mnet 《대결! 슈퍼주니어의 자작극》
- 2007년 KMTV 《아이돌 월드 - 슈퍼주니어T의 아이돌극장 궁T》 - 희빈 이씨 역
- 2007년 Mnet 《소녀 학교에 가다》 내레이션
- 2007년 SBS 《TV 동물농장 - 슈퍼주니어의 유기견 입양 프로젝트 다시 사랑해줄 개(犬)》
- 2007년 SBS 《일요일이 좋다 - 인체탐험대》
- 2008년 Comedy TV 《기막힌 외출_3》 공동 MC
- 2008년 MBC every1 《트리플 드라마 - 슈퍼주니어의 기막힌 이야기》 - 성민 역
- 2008년 MBC every1 《아이돌 군단의 떴다! 그녀 시즌1》 공동 MC
- 2009년 MBC 《일요일 일요일 밤에 - 오빠밴드》
- 2009년 KBS joy 《휴먼네트워크 슈퍼주니어의 미라클》 공동 MC
- 2010년 KBS 《프레지던트》 - 장성민 역
- 2014년 SBS 《슈퍼주니어M의 게스트하우스》
- 2021년 MBC 《복면가왕》
- 2021년 TV조선 《내일은 미스트롯2》
- 2021년 TV조선 《아내의 맛》
- 2022년 TV조선 《화요일은 밤이 좋아》
- 2022년 TV조선 《미스터트롯2 - 새로운 전설의 시작》

### 라디오
- 2007년 Melon DMB 《성민, 써니의 천방지축 라디오》(2007년 6월~2008년 7월)
- 2011년 KBS 쿨FM 《슈퍼주니어의 키스 더 라디오》(2011년 12월 5일 ~2013년 4월 7일)

### 영화
- 《꽃미남 연쇄 테러사건》(Attack On The Pinup Boys, 2007) - 꽃미남 이성민 역
- 《SUPER SHOW 3 3D》(2011)
- 《I AM.》(2012)

### 뮤지컬
- 2009년 뮤지컬 《아킬라》 - 로 역
- 2010년 뮤지컬 《홍길동》 - 홍길동 역
- 2011년 뮤지컬 《잭 더 리퍼》 - 다니엘 역
- 2012년 뮤지컬 《잭 더 리퍼》 - 다니엘 역
- 2013년 뮤지컬 《Summer Snow》 - 진하 역
- 2013년 뮤지컬 《잭 더 리퍼》 - 다니엘 역
- 2013년 뮤지컬 《삼총사》 - 달타냥 역
- 2014년 뮤지컬 《Vampire》 - 드라큘라 역
- 2014년 뮤지컬 《삼총사》 - 달타냥 역
- 2017년 뮤지컬 《꽃보다 남자 The Musical》 - 하나자와 루이 역
- 2018년 뮤지컬 《서른 즈음에》 - 이현식 역